# 데드데드 데몬즈 디디디디 디스트럭션
"데드데드 데몬즈 디디디디 디스트럭션"(일본어: デッドデッドデーモンズデデデデデストラクション, 영어: Dead Dead Demon's Dededede Destruction)은 일본의 만화로, 아사노 이니오의 작품이다. 2014년 4월부터 2022년 2월까지 쇼가쿠칸의 빅 코믹 스피리츠에 연재되었으며, 단행본은 12권으로 발매되었다. 이 이야기는 외계 우주선이 일본 상공에 나타난 후 평범한 삶에 어려움을 겪는 두 고등학생의 이야기를 담고 있다.
Production +h.가 제작한 2부작 애니메이션 영화는 2024년 3월에 첫 번째 부분이 공개되었고, 두 번째 부분은 같은 해 5월에 공개되었다. 18부작 오리지널 넷 애니메이션 (ONA) 시리즈는 2024년 5월부터 9월까지 크런치롤에서 전 세계적으로 스트리밍되었다.
2021년에 이 만화는 제66회 쇼가쿠칸 만화상 일반 부문을 수상했고, 2022년에는 제25회 문화청 미디어 예술제 우수상을 수상했다.